# لورينزو كوين
لورينزو كوين (بالإيطالية: Lorenzo Quinn)‏ (7 مايو 1966) نحات إيطالي وممثل سابق، والابن الخامس للممثل الراحل انطوني كوين.

## عن حياته
ولد كوين في روما، إيطاليا وهو ابن الممثل الأمريكي المكسيكي أنتوني كوين ويولاندا كوين. يعمل كوين في كل من الولايات المتحدة وإيطاليا ويعيش حاليا في برشلونة، اسبانيا. كان في روما عندما اكتشف حبه للفن وبدأ كرسام في عام 1982، ودخل الأكاديمية الأميركية للفنون الجميلة في نيويورك بغرض التدريب على الرسم.

## أشقاؤه
- لورنزو كوين.
- داني كوين.
- فالنتينا كوين.
- أليكس كوين.

## روابط خارجية
- لورينزو كوين على موقع IMDb (الإنجليزية)
- لورينزو كوين على موقع قاعدة بيانات الفيلم (الإنجليزية)

- الموقع الرسمي
- منحوتات لورينزو كوين